# Ован
Ован (фр. Ovan) — город на северо-востоке Габона, административный центр департамента Мвун в провинции Огове-Ивиндо.

## Географическое положение
Расположен на правом берегу реки Ивиндо примерно в 550 километрах к востоку от столицы страны Либревиля.

## Население
| Динамика численности населения: | Динамика численности населения: |
| 2003                            | 2013                            |
| ------------------------------- | ------------------------------- |
| 3000                            | ↗3382                           |